# Harper (Automarke)

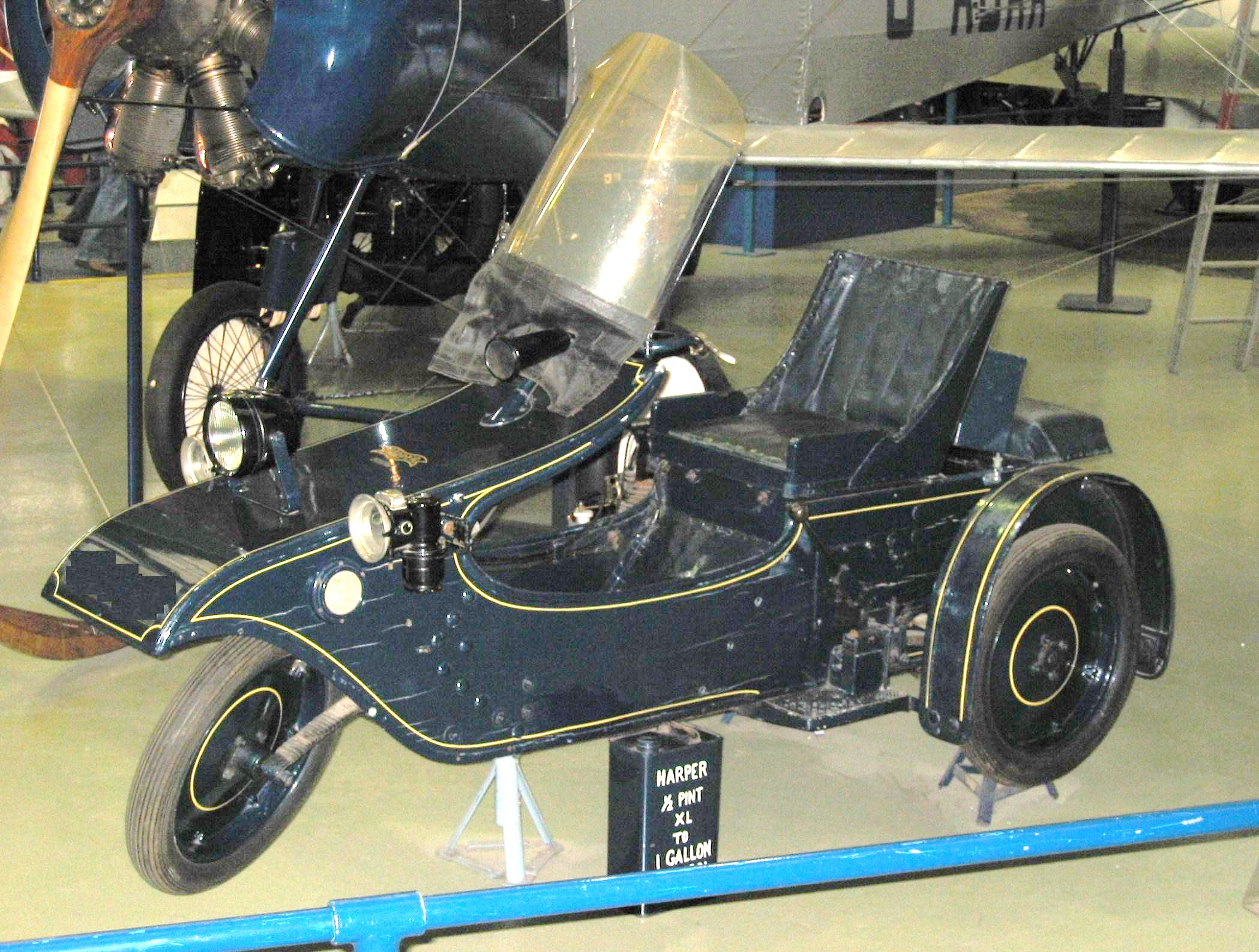
Harper Runabout von 1923

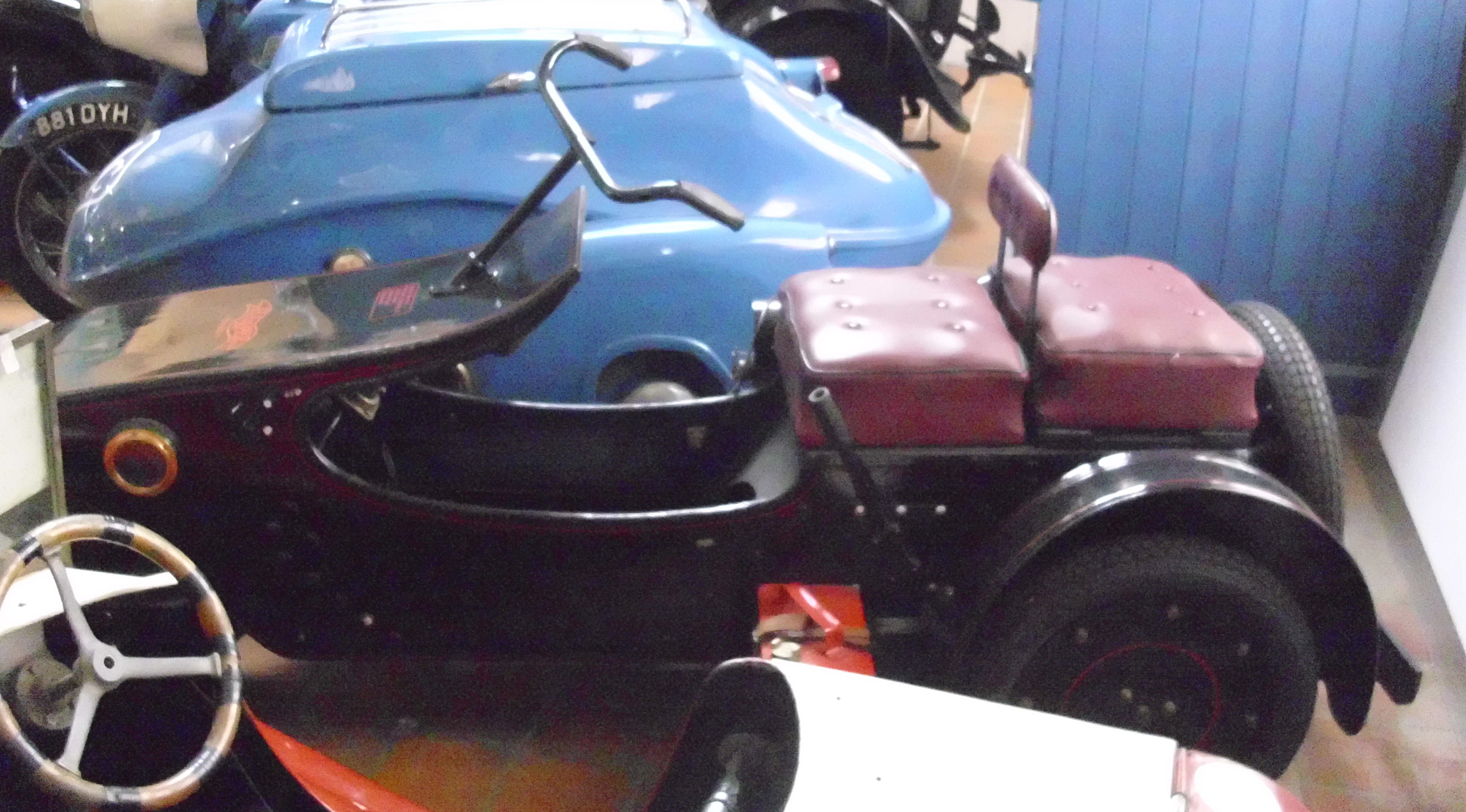
Seitenansicht

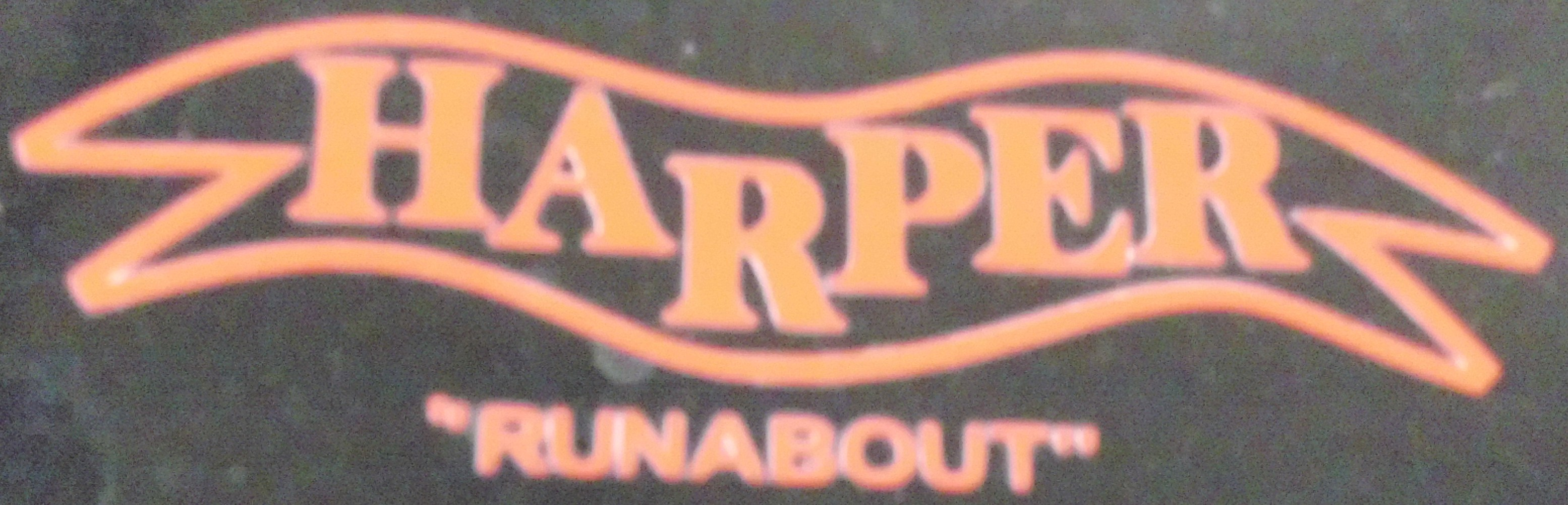
Schriftzug

Harper war eine britische Automarke.

## Unternehmensgeschichte
Das Unternehmen A. V. Roe & Co Limited begann 1921 in Stretford in Trafford mit der Produktion von Automobilen. 1926 endete die Produktion.

## Fahrzeuge
Das einzige Modell war ein winziges Dreirad, bei dem sich das einzelne Rad vorne befand. Der Einzylinder-Zweitaktmotor von Villiers mit 269 cm³ Hubraum war unter dem Fahrersitz montiert. Ein zweiter Sitz konnte hinter dem Fahrer montiert werden.
Ein Fahrzeug dieser Marke ist im Museum of Science & Industry in Manchester in Manchester zu besichtigen.